# Nine Bullets - Fuga per la libertà
Nine Bullets - Fuga per la libertà (9 Bullets) é un film statunitense del 2022 diretto da Gigi Gaston.

## Trama
Gypsy, una ballerina di burlesque si dà alla fuga per salvare un suo vicino la cui vita é minacciata dal suo ex amante.